# Ole Bischof

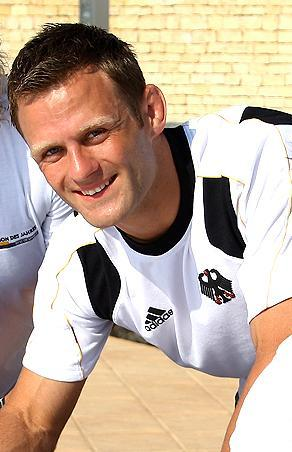
Ole Bischof im Jahr seines Olympiasieges, 2008

Ole Bischof (* 27. August 1979 in Reutlingen) ist ein ehemaliger deutscher Judoka, der bei den Olympischen Spielen 2008 in Peking Olympiasieger in der Gewichtsklasse bis 81 kg wurde.

## Leben und sportliche Karriere
Ole Bischof ist Sohn von Gunter Bischof, einem erfolgreichen Judoka, der unter anderem Bundeslehrwart im Deutschen Judo-Bund war. Ole Bischof begann 1992 mit dem Judosport bei der TSG Reutlingen. Mit 18 Jahren wurde er Deutscher Meister in der Altersklasse U20. Vier Jahre später, im Jahr 2001, folgte der Titel des Deutschen Meisters bei den Männern. In der Folge gewann er zahlreiche Medaillen auf internationaler Ebene und wurde 2005 Europameister.
Er startete seit 2001 in den Mannschaftswettbewerben zusätzlich für den TSV Abensberg. Mit Abensberg wurde er von 2002 bis 2011 Deutscher Mannschaftsmeister und 2006 Europacup-Sieger. Von den Fans wurde er 2005 und 2008 zum „wertvollsten Kämpfer“ gewählt.
Für die Olympischen Spiele 2004 in Athen war Ole Bischof Ersatzathlet für Florian Wanner. Die Wahl zugunsten Wanners war denkbar knapp, da Bischof 2004 der bestplatzierte Deutsche in der Weltrangliste war, während Wanner den Titel des amtierenden Weltmeisters (2003 in Osaka, Japan) vorzuweisen hatte.
Am 12. August 2008 holte Bischof beim Olympischen Judoturnier in Peking die Goldmedaille im Halbmittelgewicht (Klasse bis 81 kg) und wurde Olympiasieger. Im Finale besiegte er den Südkoreaner Kim Jae-bum durch eine kleine Innensichel. Zuvor hatte Bischof bereits den Weltmeister von 2007, Tiago Camilo aus Brasilien, bezwungen. Sein Trainer Frank Wieneke, der 1984 Olympiasieger in Los Angeles wurde, beendete nach diesem Erfolg seine Trainertätigkeit. Neuer Bundestrainer von Bischof war seit 2009 Detlef Ultsch.
Im November 2008 nahm Bischof als Kandidat bei Schlag den Raab teil, konnte sich jedoch nicht gegen Raab durchsetzen.
Im Februar 2012 wurde er Sieger beim prestigeträchtigen Tournoi de Paris und gewann den deutschen Heim-Grand-Prix in Düsseldorf. Dadurch sicherte er sich die Olympianominierung für die Olympischen Spiele in London 2012. Dort gewann er die Silbermedaille, als er im Finale in einer Neuauflage des Olympiafinales von 2008 dem Südkoreaner Kim Jae-bum unterlag.
Während seiner sportlichen Karriere schloss Bischof ein Studium zum Diplom-Volkswirt an der Universität zu Köln ab. Im September 2012 beendete er seine sportliche Karriere. Seit Oktober 2012 arbeitet er als Berater bei PricewaterhouseCoopers. Darüber hinaus gibt er vereinzelt Judo-Lehrgänge. Im Dezember 2014 wurde Bischof zum Vizepräsident Leistungssport des Deutschen Olympischen Sportbundes (DOSB) gewählt. Dieses Amt übte er eine Wahlperiode lang aus. Kurze Zeit später fing er eine Stelle im Sektor Finanzen und Transformation bei einem großen Medienkonzern in Bayern an, um wieder näher bei seiner Familie sein zu können.

## Ämter und Auszeichnungen
- Bischof wurde 2008 von Bundespräsident Horst Köhler mit dem Silbernen Lorbeerblatt ausgezeichnet.
- Er ist neben Jigoro Kano die einzige natürliche Person, die vom Deutschen Judobund mit Bild für die Jahressichtmarke (2010) eingesetzt wurde. Zu seiner Verabschiedung vom Leistungssport erhielt er vom DJB den Helm und Brustpanzer eines Samurais.
- Seit 2011 ist Bischof Botschafter für die Stiftung Laureus – Sport for Good.[8]
- Seit 2015 vertritt er den deutschen Sport im Medienbeirat der Mediengruppe RTL Deutschland.[9]